# Konzert für Bangladesch
Konzert für Bangladesch (englisch Concert for Bangladesh) ist die Bezeichnung für zwei Konzerte, die am Nachmittag und Abend des 1. August 1971 im Madison Square Garden in New York vor 40.000 Zuschauern stattfanden.

## Hintergrund
Der im indischen Varanasi geborene Ravi Shankar, dessen Familie aber aus dem heutigen Upazila Kalia im Distrikt Narail, nahe Jessore in Bangladesch stammte, organisierte das Konzert mit seinem Freund George Harrison, um Gelder für Hilfsmittel für Bangladesch-Flüchtlinge, deren Anzahl infolge des Bangladesch-Krieges auf zehn Millionen Menschen angewachsen war, aufzutreiben. Harrison nahm als Werbung für das geplante Konzert die Single Bangla Desh auf. Er veranlasste außerdem Apple Records, Ravi Shankars Single Joi Bangla herauszubringen.
Ravi Shankar (Sitar) eröffnete gemeinsam mit Ali Akbar Khan (Sarod) das Konzert mit einem 25-minütigen Reigen indischer Musik, die für viele Zuhörer immer noch eine neue Erfahrung war. So kam es zu Shankars Kommentar zum Beifall nach dem Stimmen der Instrumente: „Thank you. If you appreciate the tuning so much, I hope you will enjoy the playing more“ (Deutsch: „Vielen Dank. Wenn Ihnen das Stimmen der Instrumente bereits so gefallen hat, hoffe ich, dass ihnen der eigentliche Vortrag noch mehr Freude bereiten wird.“). Eric Clapton trat nach einer fünfmonatigen Tournee mit Derek and the Dominos auf. Er war zu dieser Zeit heroinabhängig und brauchte die Droge, bevor er seinen Auftritt beginnen konnte. Dennoch hatte er einen Zusammenbruch und musste mit Methadon wieder auf die Beine gebracht werden.
Es gab musikalische Unterstützung von Ringo Starr, Billy Preston, Leon Russell, Klaus Voormann und Badfinger (zusammen mit Jim Horn, Carl Radle, Jesse Ed Davis, Don Preston sowie zahlreichen Background-Sängern).
Bob Dylan trat erstmals – seit dem Isle of Wight Festival im August 1969 – wieder auf. Abgesehen von einem kurzen Auftritt mit The Band an Neujahr 1972 spielte er erst wieder im Januar 1974 live.
Das Konzert wurde aufgenommen und als Box mit drei LPs (später zwei CDs) mit dem Titel The Concert for Bangla Desh veröffentlicht, produziert von George Harrison und Phil Spector. Das Cover gestaltete Tom Wilkes, der auch künstlerischer Leiter und Fotograf des Festivals war. Auch ein Film des Konzerts wurde produziert, der als Video und DVD erhältlich ist.
Durch den Verkauf der Eintrittskarten wurde ein Betrag von 243.418,50 US-Dollar eingenommen. Das Geld ging kurz nach den Konzerten an die UNICEF, die damit Hilfsgüter und Hilfeleistungen für Bangladesch bezahlte.

## Nachmittag-Show

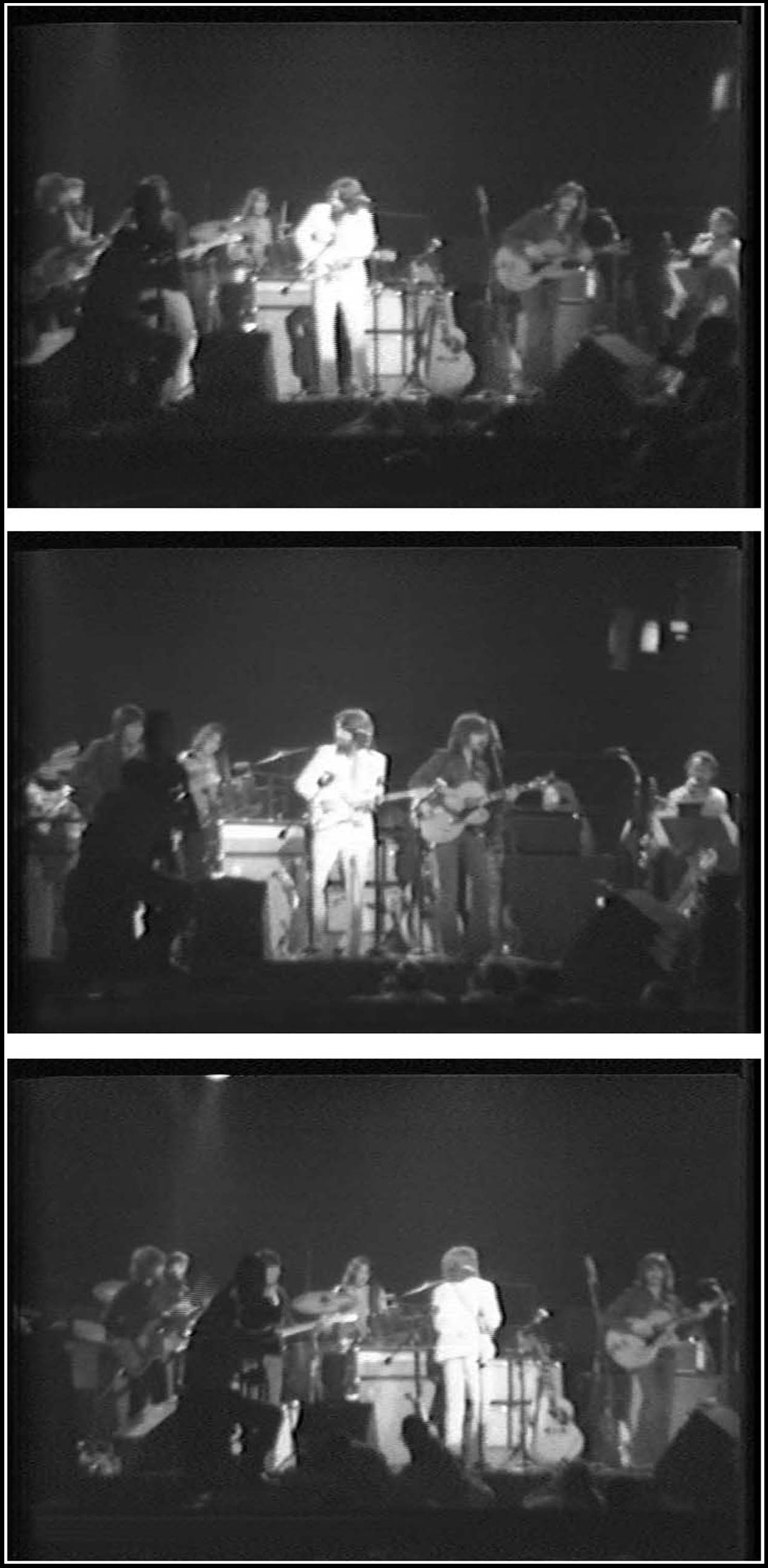
Konzert für Bangladesh. In der Bildmitte George Harrison im weißen Anzug, rechts neben ihm Eric Clapton.

Alle Lieder, soweit nicht anders vermerkt, von George Harrison
- Wah-Wah
- Something
- Awaiting on You All
- That’s The Way God Planned It (Billy Preston)
- It Don’t Come Easy (Richard Starkey)
- Beware of Darkness
- While My Guitar Gently Weeps
- Jumpin’ Jack Flash (Mick Jagger, Keith Richards)
- Young Blood (Jerry Leiber, Mike Stoller, Doc Pomus)
- Here Comes the Sun
- A Hard Rain’s a-Gonna Fall (Bob Dylan)
- Blowin’ in the Wind (Dylan)
- It Takes a Lot to Laugh, It Takes a Train to Cry (Dylan)
- Love Minus Zero/No Limit (Dylan)
- Just Like a Woman (Dylan)
- Hear Me Lord
- My Sweet Lord
- Bangla Desh

## Abend-Show
- Wah-Wah
- My Sweet Lord
- That’s the Way God Planned It (Preston)
- It Don’t Come Easy (Starkey)
- Beware of Darkness
- While My Guitar Gently Weeps
- Jumpin’ Jack Flash (Jagger, Richards)
- Young Blood (Leiber, Stoller, Pomus)
- Here Comes the Sun
- A Hard Rain’s a-Gonna Fall (Dylan)
- It Takes a Lot to Laugh, It Takes a Train to Cry (Dylan)
- Blowin’ in the Wind (Dylan)
- Mr. Tambourine Man (Dylan)
- Just Like a Woman (Dylan)
- Something
- Bangla Desh